# Örebro Nya Tidning
Örebro Nya Tidning gavs från 17 december och 23 december 1853 ut som provnummer och därefter som Örebro nya Tidning från 4 januari till 31 december 1854.

## Tryckning och utgivare
Denna tidning trycktes i N. M Lindhs tryckeri med antikva som typsnitt. Den kom 2 dagar i veckan onsdag och lördag med 4 sidor i folio format med tre spalter, satsyta 35,2 x 22,4. Tidningen kostade 24 skilling banco. Sedan ett par provnummer utgivits med begagnande av den upphörda Örebro Tidnings för Abraham Bohlin den 25 november 1845  utfärdade utgivningsbevis, började Örebro nya Tidning 1854 ges ut av före detta utgivaren av Wermländska Korrespondenten Erik Lundberg, som 23 december 1853  erhöll utgivningsbevis för Örebro nya tidning.